# Stabat Mater (Giovanni Battista Pergolesi), Luctus Mariae (Paweł Łukaszewski)
Giovanni Battista Pergolesi – Stabat Mater, Paweł Łukaszewski – Luctus Mariae – album sakralnej muzyki kameralnej dwóch kompozytorów: włoskiego przedstawiciela baroku Giovanniego Battisty Pergolesiego i współczesnego polskiego twórcy Pawła Łukaszewskiego, zaśpiewanej przez solistki: Annę Mikołajczyk-Niewiedział i Wandę Franek. Album został wydany 9 marca 2018 przez Chopin University Press (nr kat. UMFC CD 103). Płyta zdobyła Fryderyka 2019 w kategorii «Album Roku Muzyka Kameralna».

## Lista utworów
- Giovanni Battista Pergolesi - „Stabat Mater” na sopran, alt, zespół smyczkowy i basso continuo:
  - 1 I. Stabat Mater dolorosa
  - 2 II. Cuius animam gementem
  - 3 III. O quam tristis et afflicta
  - 4 IV. Quae moerebat et dolebat
  - 5 V. Quis est homo qui non fleret
  - 6 VI. Vidit suum dulcem natum
  - 7 VII. Eia, Mater, fonsamoris
  - 8 VIII.Facutardeatcormeum
  - 9 IX. Sancta Mater, istudagas
  - 10 X. Fac ut portem Christi mortem
  - 11 XI. Inflammatus et accensus
  - 12 XII. Quando corpus morietur. Amen
- Paweł Łukaszewski - „Luctus Mariae (Żałość Maryi)” na sopran, mezzosopran, klawesyn i zespół smyczkowy:
  - 13 I. Crucifixi Mater Christi
  - 14 II. Nam amici dissipate
  - 15 III. Non Te terrent improbantes
  - 16 IV. Rubro sanguine madescunt
  - 17 V. Spectat adhuc ibi stantem
  - 18 VI. Ecce tua Mater – dixit
  - 19 VII. Caput demum reclinavit
  - 20 VIII.Terra tremit, perhorrescit
  - 21 IX. Venit eo vir honestus
  - 22 X. Et Pilatus iussit dari
  - 23 XI. Demum Christus sepelitur
  - 24 XII. Labortamen est inanis
  - 25 XIII.Amen

## Wykonawcy
- Anna Mikołajczyk-Niewiedział – sopran
- Wanda Franek – mezzosopran, alt
- Zbigniew Pilch, Radosław Kamieniarz – skrzypce
- Piotr Chrupek – altówka
- Jarosław Thiel – wiolonczela
- Janusz Musiał – kontrabas
- Marta Niedźwiecka – pozytyw, klawesyn